# سرابجوت سينغ
سارابجوت سينغ (من مواليد 30 سبتمبر 2001) هو لاعب رماية رياضي هندي متخصص في مسدس الهواء لمسافة 10 أمتار. حاز على الميدالية البرونزية الأولمبية في أولمبياد باريس 2024. 

## حياته وتعليمه
سارابجوت ولد في قرية دهين في أمبالا، بارارا، هاريانا. وهو ابن جاتيندر سينغ، مزارع وأمه هي هارديب كور، ربة منزل. درس في كلية DAV، القطاع 10، تشانديغار . يتدرب تحت إشراف المدرب أبيشيك رانا في أكاديمية AR Shooting التي يقع مقرها في أمبالا كانت في نادي سنترال فينيكس.

## مساره المهني
في عام 2019، فاز بالميدالية الذهبية في كأس العالم للناشئين ISSF.
في عام 2021، فاز بالميدالية الذهبية في كل من الأداء الفردي والجماعي في البطولة العالمية. 
كان سينغ جزءًا من فريق الرماية الهندي في دورة الألعاب الآسيوية 2022. فاز فريق الهند للمسدس الهوائي لمسافة 10 أمتار -والذي كان سارابجوت ينتمي إليه- على الصين ليفوز بالميدالية الذهبية في دورة الألعاب الآسيوية 2022. كما فاز سارابجوت بالميدالية الفضية للهند في مسابقة المسدس الهوائي 10 أمتار في مسابقات الرماية في الألعاب الآسيوية.
فاز بالميدالية البرونزية في أولمبياد صيف 2024 في باريس في مسابقة المسدس الهوائي لمسافة 10 أمتار للفرق المختلطة.

## الجوائز والترشيحات
| العام | الجائزة                 | الفئة                     | النتيجة |
| ----- | ----------------------- | ------------------------- | ------- |
| 2024  | تكريمات الرياضة الهندية | رياضي العام               | مرشَّح    |
| 2024  | تكريمات الرياضة الهندية | أفضل أداء للرجال في العام | مرشَّح    |